# Michał Matuszewski
Michał Matuszewski (ur. 6 stycznia 1993 w Warszawie) – polski szachista, arcymistrz od 2019 roku.

## Kariera szachowa
Udział w zawodach szachowych zaczął od startu w indywidualnych mistrzostwach Polski juniorów w 2004 w Kołobrzegu, gdzie zajął 5. miejsce. Również był medalistą mistrzostw Polski juniorów w szachach szybkich (w tym trzykrotnie mistrzem Polski: Kołobrzeg 2005 – do 12 lat, Koszalin 2007 – do 14 lat i Warszawa 2010 – do lat 18) oraz medalistą mistrzostw Polski juniorów w szachach błyskawicznych (w tym srebrnym medalistą Polski: Koszalin 2007 – do 14 lat i Koszalin 2009 – do 16 lat).
Reprezentował Polskę na mistrzostwach świata juniorów (1 raz), najlepszy wynik uzyskując w 2005 Belfort – (16. m. na MŚJ do 12 lat). Sześciokrotnie zwyciężał w turniejach: 2008 w Warszawie (YMCA Winter), 2008 Warszawie (YMCA Golden Autumn), 2009 – w Warszawie (YMCA Winter), 2009 w Milanówku, 2010 w Ostrawie (Ostravsky Konik Open) i 2011 we Wrocławiu (WSB CUP IM 2010/11).
Najwyższy ranking w dotychczasowej karierze osiągnął 1 października 2019, z wynikiem 2524 punktów.

## Osiągnięcia
Indywidualne mistrzostwa Polski:
- Poznań 2015 – XII m[6].

Indywidualne mistrzostwa świata juniorów:
- Belfort 2005 – XLI m[4].

Indywidualne mistrzostwa Polski juniorów:
- Kołobrzeg 2005 – srebrny medal[7]
- Kołobrzeg 2004 – IV m[3].
- Turawa 2007 – VIII m[8].

Drużynowe mistrzostwa Polski juniorów:
- Szklarska Poręba 2007 – brązowy medal[9]

Wybrane sukcesy w innych turniejach:
- 2008 – dz. I m. w Warszawie (YMCA Winter)
- 2008 – I m. w Warszawie (YMCA Golden Autumn)
- 2009 – I m. w Warszawie (YMCA Winter)
- 2009 – dz. I m. w Milanówku
- 2010 – II m. we Frysku-Mistku (Pobeskydi TS Cup)
- 2011 – dz. I m. we Wrocławiu (WSB CUP IM 2010/11)
- 2012 – dz. III m. w Pradze (Prague Open A)
- 2013 – dz. III m. w Krakowie (Międzynarodowe Mistrzostwa Krakowa)
- 2017 – dz. III m. w Krakowie (Cracovia 2016/17, open A)